# Megaselia micantifrons
Megaselia micantifrons är en tvåvingeart som beskrevs av Rudolf Beyer 1965. Megaselia micantifrons ingår i släktet Megaselia och familjen puckelflugor. Inga underarter finns listade i Catalogue of Life.